# Raul Khadjimba
 Der er for få eller ingen kildehenvisninger i denne artikel, hvilket er et problem. Du kan hjælpe ved at angive troværdige kilder til de påstande, som fremføres i artiklen.

Raul Khajimba (abkhasisk: Рауль Ҳаџьымба, georgisk: რაულ ჰაჯიმბა; født 21. marts 1958) var præsident for Abkhasien fra valgt i 2014, efter Majrevolution, til 2020, hvor han trak sig fra posten efter protester imod ham. Fra 2010 til 2015 var han formand den nationale samlingsregering i Abkhasien. Khajimba har tidligere været vicepræsident (2005-2009), premierminister (2003-2004) og forsvarsminister (2002-2003). Han opstillede forgæves til præsident i 2004, 2009 og 2011.